# استیون جان
استیون جان (انگلیسی: Steven Jahn؛ زادهٔ ۱۵ ژوئیهٔ ۱۹۸۹) بازیکن فوتبال اهل آلمان است.
از باشگاه‌هایی که در آن بازی کرده‌است می‌توان به باشگاه فوتبال یونیون برلین اشاره کرد.